# Skellefteå socken
Skellefteå socken i Västerbotten uppgick 1967 i Skellefteå stad och området är sedan 1971 en del av Skellefteå kommun, från 2016 inom Skellefteå landsdistrikt, Bolidens distrikt och Kågedalens distrikt.
1952 hade socknen en areal om 1 338,39 kvadratkilometer, varav 1 292,13 land och 20 419 invånare. I området återfinns numera följande tätorter: Medle, Myckle, Södra Bergsbyn-Stackgrönnan och en stor del av Skellefteå (i Skellefteå landsförsamling), Ersmark, Kusmark och Kåge (i Kågedalens församling), samt Boliden (i Jörn-Bolidens församling). 
Sockenkyrkan Skellefteå landsförsamlings kyrka ligger i tätorten Skellefteå.

## Administrativ historik
Skellefteå socken bildades omkring 1320 genom utbrytning ur Bygdeå socken. På 1320-talet utbröts Piteå socken, omkring 1400 Lövångers socken, 1606 Burträsks socken, 1834 Norsjö socken och 1845 Skellefteå stad.
Vid kommunreformen 1862 bildade Skellefteå socken och Skellefteå stad till början en gemensam kommun, som delades först 1881, då staden blev en kommun för sig och socknen bildade Skellefteå landskommun. 
I kyrkligt avseende fortsatte staden och socknen att gemensamt utgöra Skellefteå församling, som 1913 delades i Skellefteå landsförsamling och Skellefteå stadsförsamling.
1874 utbröts Byske församling och landskommun, som först 1884 också kom att utgöra egen jordebokssocken. 
1914 utbröts Bureå landskommun och jordebokssocken, och 1922 även Bureå församling. 
1933 utbröts kyrkligt Kågedalens församling och 1962 Bolidens församling, men dessa församlingar blev inga egna kommuner eller jordebokssocknar. 
Landskommunen uppgick 1967 i Skellefteå stad som 1971 ombildades till Skellefteå kommun.
1 januari 2016 inrättades distrikten Skellefteå land, Boliden och Kågedalen, med samma omfattning som motsvarande församlingar hade 1999/2000, och vari detta sockenområde ingår.
Socknen har tillhört fögderier, tingslag och domsagor enligt vad som beskrivs i artikeln Västerbotten.  De indelta soldaterna tillhörde Västerbottens regemente.

## Geografi
Skellefteå socken ligger huvudsakligen närmast väster om Skellefteå kring Skellefteälvens och Kågeälven och dess mynningar. Socknen består utanför älvdalarna av skogs- och myrmarker.
Skellefteå sockencentrum är ett riksintresse (AC 20 Skellefteå, västra delen), som består av bland annat Skellefteå landsförsamlings kyrka,  Bonnstan och Lejonströmsbron. Det ligger några kilometer på vänstra stranden uppströms från Skellefteås centrum.

## Fornlämningar
Man har funnit boplatser och flera lösfynd från stenåldern och flera gravrösen från brons- och järnåldern.

## Namnet
Namnet (1344 Skellopta) kommer från älven och har oklart ursprung. Se artikeln om Skellefteå.

## Befolkningsutveckling
| Befolkningsutvecklingen i Skellefteå socken 1750–1990 | Befolkningsutvecklingen i Skellefteå socken 1750–1990 | Befolkningsutvecklingen i Skellefteå socken 1750–1990 | Befolkningsutvecklingen i Skellefteå socken 1750–1990 | Befolkningsutvecklingen i Skellefteå socken 1750–1990 |
| --- | ----------------------------------------------------- | ----------------------------------------------------- | ----------------------------------------------------- | ----------------------------------------------------- |
| |                                                       |                                                       |                                                       |                                                       |
| År |                                                       |                                                       | Folkmängd                                             |                                                       |
| 1750 | 1750                                                  |                                                       | 3 642                                                 |                                                       |
| 1760 | 1760                                                  |                                                       | 4 139                                                 |                                                       |
| 1769 | 1769                                                  |                                                       | 4 610                                                 |                                                       |
| 1780 | 1780                                                  |                                                       | 5 345                                                 |                                                       |
| 1810 | 1810                                                  |                                                       | 7 141                                                 |                                                       |
| 1820 | 1820                                                  |                                                       | 8 442                                                 |                                                       |
| 1830 | 1830                                                  |                                                       | 10 829                                                |                                                       |
| 1840 | 1840                                                  |                                                       | 11 453                                                |                                                       |
| 1850 | 1850                                                  |                                                       | 13 788                                                |                                                       |
| 1860 | 1860                                                  |                                                       | 15 898                                                |                                                       |
| 1870 | 1870                                                  |                                                       | 17 811                                                |                                                       |
| 1880 | 1880                                                  |                                                       | 14 825                                                |                                                       |
| 1890 | 1890                                                  |                                                       | 17 122                                                |                                                       |
| 1900 | 1900                                                  |                                                       | 19 754                                                |                                                       |
| 1910 | 1910                                                  |                                                       | 22 336                                                |                                                       |
| 1920 | 1920                                                  |                                                       | 19 945                                                |                                                       |
| 1930 | 1930                                                  |                                                       | 22 867                                                |                                                       |
| 1940 | 1940                                                  |                                                       | 24 241                                                |                                                       |
| 1950 | 1950                                                  |                                                       | 25 230                                                |                                                       |
| 1960 | 1960                                                  |                                                       | 21 100                                                |                                                       |
| 1970 | 1970                                                  |                                                       | 22 217                                                |                                                       |
| 1980 | 1980                                                  |                                                       | 26 970                                                |                                                       |
| 1990 | 1990                                                  |                                                       | 27 289                                                |                                                       |
| Anm: Tabellen inkluderar Skellefteå landsförsamling, Boliden och Kågedalen. Jörn fram till 1830 och Bureå fram till 1910. Källor: Umeå universitet - Tabellverket 1749-1859, Demografiska databasen, CEDAR, Umeå universitet. |                                                       |                                                       |                                                       |                                                       |